# Humanoids From the Deep
Humanoids From the Deep – szósty album studyjny grupy DJ? Acucrack i pierwszym bez współpracy z członkiem Jamie Duffy.

## Lista utworów
1. "Abomination Rise" - 3:56
2. "Terror Train" - 4:37
3. "Meninges" - 5:49
4. "Reptilian Race" - 6:19
5. "The Speed of Darkness" - 7:17
6. "Autodeceiver UK" - 3:47
7. "Destroy All Robots" - 7:54
8. "Rust Presses" - 4:00
9. "Wickerman" - 4:24
10. "Iced Ages" - 5:33
11. "Belial" - 7:37

Jason Novak: Produkcja, liryka, występy

Dean Garcia: Bass na żywo oraz tło w utworach 5, 10 i 11

Kelly Britton: śpiew w tle w utworze 10

MC Geist: Dodatkowy śpiew w utworach 1 i 6